# Ołeś Honczar

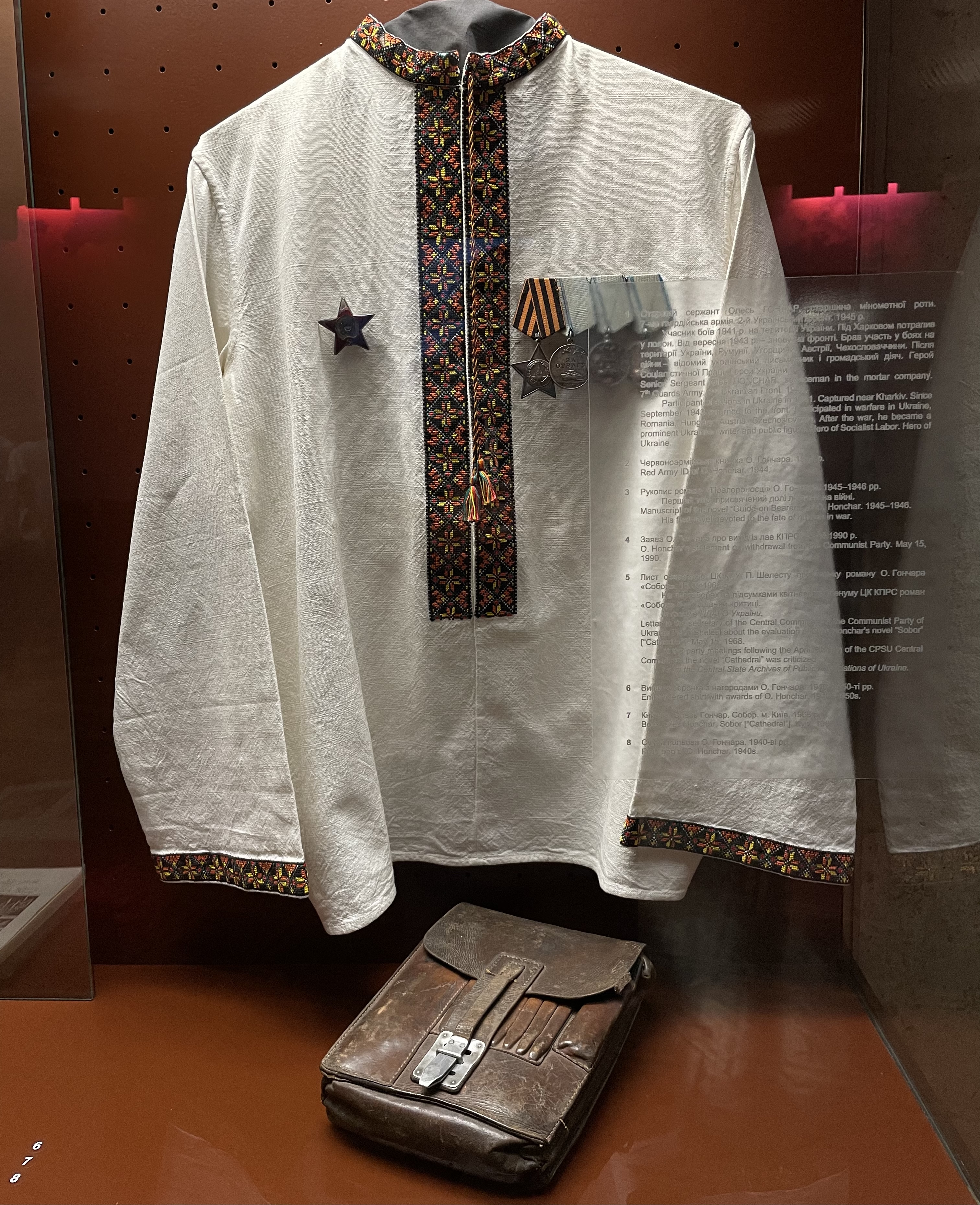
Wyszywanka Ołesia Honczara z częścią odznaczeń i mapnikiem polowym, którego używał w czasie wojny w zbiorach Muzeum Historii Ukrainy w II Wojnie Światowej w Kijowie

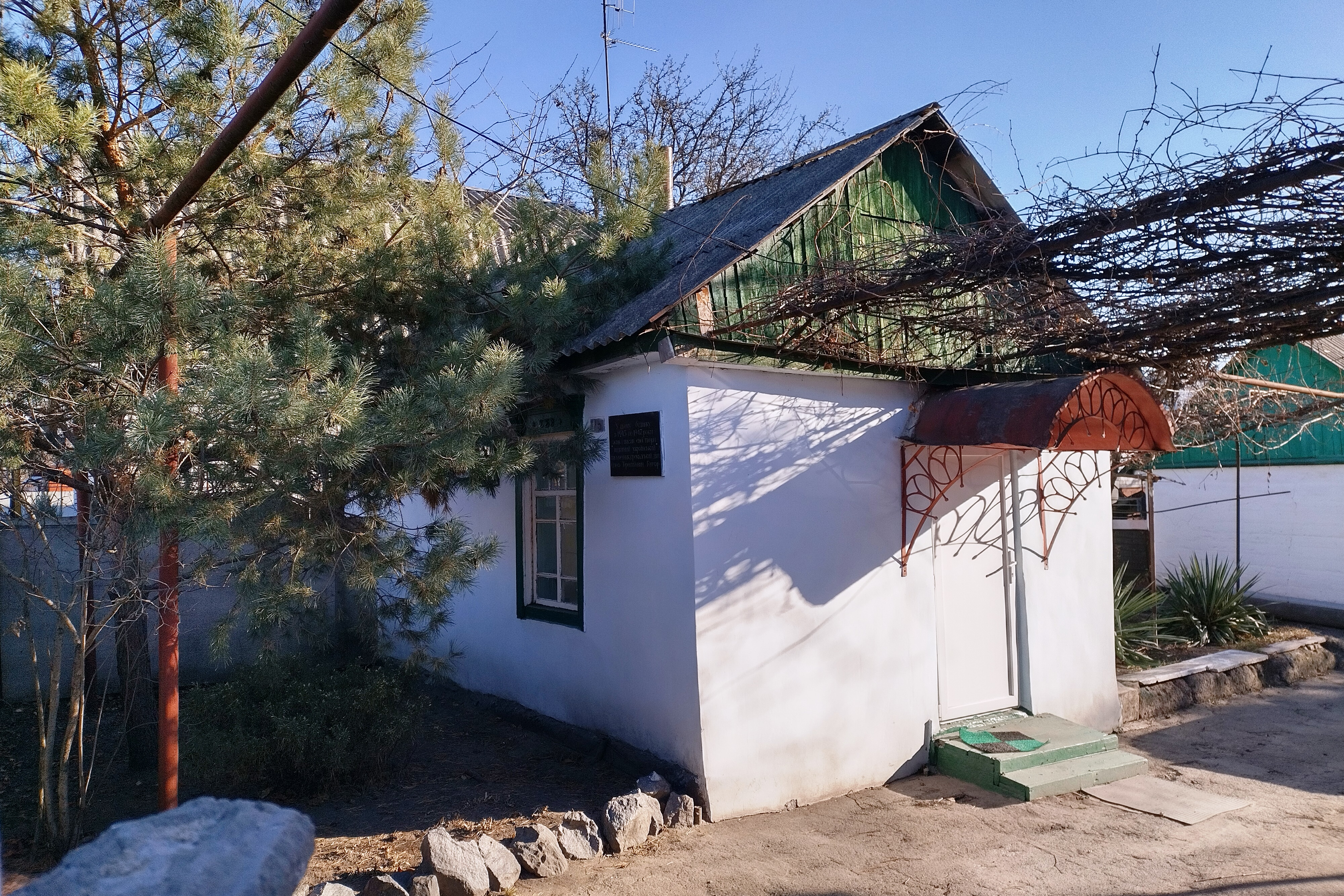
Dom Ołesia Honczara w Dniepropietrowsku

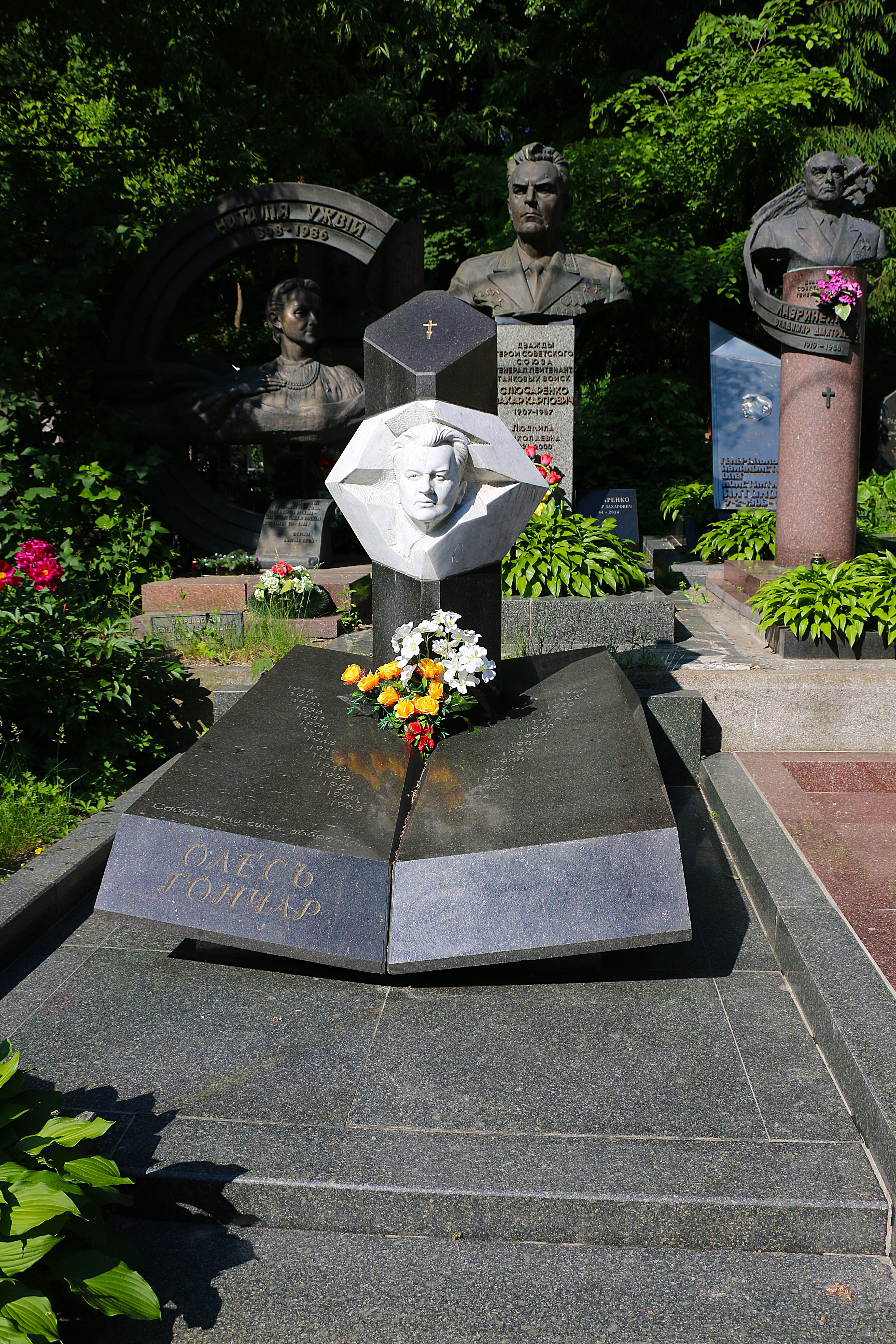
Grób pisarza na Cmentarzu Bajkowa w Kijowie

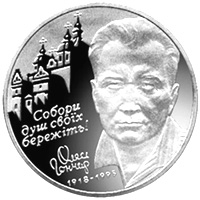
Moneta o nominale 2 hrywny upamiętniająca Ołesia Honczara (2000)

Ołeś Terentijowycz Honczar (ukr. Олесь Терентійович Гончар; ur. 3 kwietnia 1918 w obwodzie połtawskim, zm. 14 lipca 1995 w Kijowie) – ukraiński pisarz i działacz polityczny, autor opowiadań, nowel oraz powieści w przeważającej mierze związanych z okresem II wojny światowej. Bohater Pracy Socjalistycznej (1978), Bohater Ukrainy (pośmiertnie, 2005).

## Życiorys
Pochodził z ukraińskiej rodziny robotniczej. Po tym, jak wieku trzech lat stał się sierotą, opiekowali się nim dziadkowie ze strony matki, z którymi zamieszkał w obwodzie połtawskim.
Uczył się w Charkowskim Technikum Dziennikarskim im. M. Ostrowskiego, później przez krótki czas pracował w jednej z charkowskich gazet. Po wybuchu wojny domowej w Hiszpanii planował wyjazd w celu przyłączenia się do walki za Republikę, ale nigdy nie udało mu się go zrealizować. W 1938 wstąpił na Wydział Filologiczny Uniwersytetu w Charkowie, w czasie studiów napisał swoje pierwsze nowele.
Będąc na trzecim roku studiów, jesienią 1941 roku zgłosił się jako ochotnik do wojska. W lecie 1942 został ranny, trafił do obozu jenieckiego, skąd uciekł i wrócił na front, by walczyć do końca wojny. Ranny po raz drugi, zdobył wiele odznaczeń wojskowych, w tym Order Sławy, Order Czerwonej Gwiazdy i trzy Medale za Odwagę.
Po powrocie z frontu oraz napisaniu powieści Zemla hude (Земля гуде, 1946) zakończył studia na uniwersytecie. W latach 1959–1971 był przewodniczącym zarządu Związku Pisarzy Ukrainy, od 1978 członkiem Akademii Nauk USRR, a od 1959 do 1986 roku sekretarzem Związku Pisarzy ZSRR. Był deputowanym do Rady Najwyższej USRR i ZSRR oraz członkiem Światowej Rady Pokoju.
Na przełomie lat 80. i 90. współpracował z Ludowym Ruchem Ukrainy, popierał strajki studenckie, występował w obronie języka i kultury ukraińskiej, stawał w obronie prześladowanych pisarzy w ZSRR. W 1990 roku wystąpił z KPZR.
Aktywnie popierał odzyskanie niepodległości przez Ukrainę. Zmarł w 1995 roku i został pochowany na Cmentarzu Bajkowa w Kijowie. 14 lipca 2005 roku prezydent Ukrainy Wiktor Juszczenko odznaczył go pośmiertnie Orderem Państwa Bohatera Ukrainy.

## Twórczość
Zadebiutował trylogią powieściową Chorążowie (Прапороносці, 1946–1948, pol. wyd. 1951), która od razu zyskała uznanie krytyków, a niespełna trzydziestoletniego Honczara okrzyknięto dojrzałym artystą. Trylogię Chorążowie pisał przez trzy powojenne lata w Dniepropietrowsku, w domu swojej siostry. Trylogię uhonorowano dwiema Nagrodami Stalinowskimi (1947, 1948). Wszystkie trzy części publikowano na łamach czasopisma Ojczyzna (Alpy 1946; Modry Dunaj 1947, Złota Praga 1948). Powieści koncentrują się na szlaku bojowym ukraińskich żołnierzy i oficerów Armii Czerwonej przez Rumunię, Węgry, Czechosłowację i Austrię w 1944 i 1945 roku, a także na ich relacjach z ludnością cywilną oraz żołnierzami armii rumuńskiej, niedawnymi wroga, a teraz sojusznikami. Utwory cechuje nietypowe dla radzieckiej literatury wojennej przekonanie o bliskości kulturowej Europy dla ukraińskich czerwonoarmistów.
Na przełomie lat 40. i 50. powstały nowele: Modry kameń (Модри камень), Wesna za Morawoju (Весна за Моравою), Iłonka (Ілонка), Hory spiwajut’ (Гори співають), Usman ta Marta (Усман та Марта). Wydane w latach 50. nowele Południe (Південь, 1951), Doroha za chmary (Дорога за хмари, 1953), Czary komyszi (Чари комиші, 1958), powieści Mykyta Bratuś (Микита Братусь, 1951) i Szczob switywsia wohnyk (Щоб світився вогник, 1955) były poświęcone życiu ludzi w czasie pokoju, moralnym aspektom ich wzajemnych relacji. Utwory Tawrija (Таврія, 1952) oraz Perekop (Перекоп, 1957) dotyczyły tematyki historyczno-rewolucyjnej. Ważnym utworem w karierze Honczara był Człowiek i broń (Людина і зброя, 1960, wyd. pol. 1963), poświęcony hiszpańskiej wojnie domowej, za którą został nagrodzony Państwową Nagrodą im. T. Szewczenki.
W latach 60. i 70. ukazały się powieści: Tronka (Тронка, 1963), Sobor (Собор, 1968), Bereh lubowi (Берег любові, 1976), Twoja zoria (Твоя зоря, 1980), Brihantina (Бригантина, 1972), nowele: Kresaft (Кресафт, 1963), Na kosi (На косі, 1966), Pid dałekymy sosnamy (Під далекими соснами, 1970), Piznie prozrinnia (Пізнє прозріння, 1974). Za Tronkę Honczar otrzymał w 1964 roku Nagrodę Leninowską, jednak los napisanej cztery lata później powieści Sobor (uznawanej często za najważniejszy utwór Honczara) był dramatyczny. Powieść opublikowano w czasopiśmie „Ojczyzna” (Вітчизна) w 1968. Pierwsze recenzje były przychylne, jednak niedługo potem autor został poddany przez krytykę ostracyzmowi, a utwór wyłączono z obiegu na 20 lat i wstrzymano jego tłumaczenie na rosyjski, a Honczarowi groziło nawet aresztowanie. Historia wydania Soboru stała się zarzewiem protestu i wzrostu świadomości narodowej wśród radzieckich pisarzy ukraińskich.
Utwory Honczara przełożono na 67 języków.

## Wybrane utwory
- Bereh lubovi (Берег любові, 1976)
- Brihantina (Бригантина, 1972)
- Kresaft (Кресафт, 1963)
- Człowiek i broń (Людина і зброя, 1960)
- Mykyta Bratuś (Микита Братусь, 1951)
- Chorążowie (Прапороносці, 1946-1948)
- Sobor (Собор, 1968)
- Twoja zoria (Твоя зоря, 1980)
- Tronka (Тронка, 1963)
- Cykłon (Циклон, 1970)

## Odznaczenia i nagrody
- Medal Sierp i Młot Bohatera Pracy Socjalistycznej (31 marca 1978)
- Bohater Ukrainy (14 lipca 2005)
- Order Lenina (dwukrotnie, 1960 i 1978)
- Order Czerwonego Sztandaru Pracy (1 kwietnia 1988)
- Order Wojny Ojczyźnianej I klasy (1985)
- Order Czerwonej Gwiazdy (4 maja 1945)
- Order Sławy III klasy (4 marca 1945)
- Nagroda Stalinowska (dwukrotnie, 1948 i 1949)
- Nagroda Leninowska (1964)
- Nagroda Państwowa ZSRR (1982)
- Medal „Za Odwagę” (trzykrotnie, 7 września 1944, 20 listopada 1944 i 18 stycznia 1945)
- Medal „Za obronę Kijowa”